# Dôme de Monêtier
Le dôme de Monêtier est un petit sommet de France situé dans le massif des Écrins, dans les Hautes-Alpes, et qui culmine à 3 404 mètres d'altitude. Il émerge au-dessus des glaciers de Séguret Foran au sud et du Monêtier au nord, en amont du lac de l'Eychauda et en contrebas du pic du Rif et de la pointe des Arcas situés sur la ligne de crête au-delà de laquelle s'étend le pré de Madame Carle. En direction de l'aval, le dôme de Monêtier se prolonge par la crête des Grangettes.

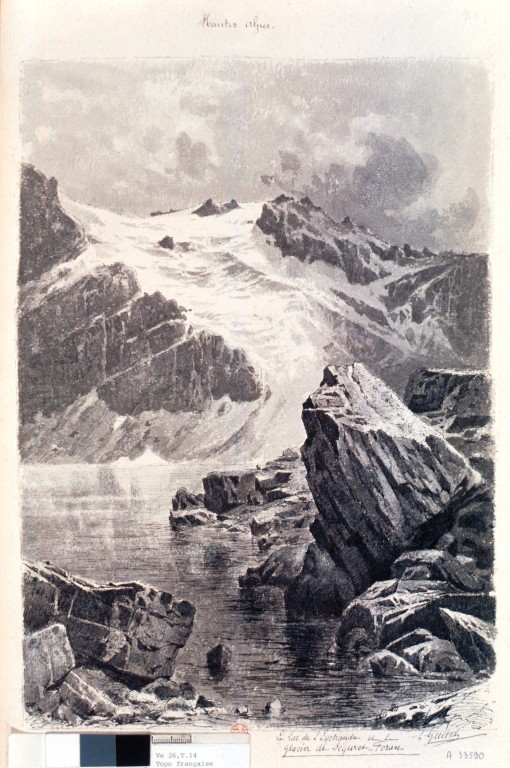
Le Lac de L'Eychauda et le glacier de Séguret-Foran par Laurent Guétal avec le dôme de Monêtier émergeant de la glace à l'horizon au centre.